# Krutoiarka, Bobrîneț
Krutoiarka (în ucraineană Крутоярка) este un sat în comuna Veselivka din raionul Bobrîneț, regiunea Kirovohrad, Ucraina.

## Demografie
Componența lingvistică a localității Krutoiarka
     Ucraineană (100%)
Conform recensământului din 2001, toată populația localității Krutoiarka era vorbitoare de ucraineană (100%).